# مانينهين هيني
مانينهين هيني (بالفرنسية: Maninghen-Henne)‏ هي بلدية تقع في إقليم باد كاليه من منطقة نور با دو كاليه في شمال فرنسا. تبلغ مساحة هذه المدينة 3.99 (كم²)، وترتفع عن سطح البحر 89 م، يبلغ عدد سكانها 318 نسمة حسب إحصاء المعهد الوطني للإحصاء والدراسات الاقتصادية سنة 2009 م. وترأس Michel Lagaise البلدية خلال فترة (2008-2014).